# Brachylaena elliptica
Brachylaena elliptica és una espècie de planta de la família de les Asteràcies que es distribueix des de l'est de Ciutat del Cap fins a KwaZulu-Natal. És un arbust perenne que es troba en zones costaneres i fluvials, a valls de sabanes, matollars, pastures, afloraments rocosos i marges de bosc de fulla perenne. El seu període de floració es troba comprès entre gener i abril, mentre que el seu període de fructificació es produeix de març a juliol.